# Cuno II di Rott
Cuno II di Rott (... – 1071 o 1081) era figlio di Cuno I di Rott (1015 circa-1086), della stirpe dei Pellegrinidi, conte palatino di Baviera (1055-1086), conte di Vohburg (1040), conte sull'Isar inferiore (1079) e di una certa Uta, probabilmente figlia del conte Federico II († 1075) di Dießen-Andechs.

## Biografia
Cuno II di Rott era sposato con Elisabetta di Lorena († 1086). Non c'è certezza circa l'anno della sua morte e la causa della sua morte: lo storico Joseph Ernst von Koch-Sternfeld (1778-1866) cita l'anno 1071 con il commento "Con lo destituzione di Ottone II, i disordini ricominciarono in Baviera"; allo stesso tempo, però, cita in una nota Anton Nagel, il quale a sua volta afferma che Cuno II morì nel 1081 in una battaglia nei pressi di Höchstädt an der Donau al servizio del re Enrico IV di Franconia. Inoltre, non è storicamente verificabile se la morte di Cuno II fu la ragione principale della fondazione dell'abbazia di Rott da parte dei suoi genitori Cuno I e Uta.
Dopo la morte di Cuno I intorno al 1086, la carica di conte palatino passò a Rapoto V dalla stirpe dei Diepoldinger-Rapotonen, poiché il figlio Cuno II, che era morto prima di lui, era il suo unico erede maschio.